# Olaf Hegnander
Olaf Hegnander (28 ottobre 1897 – 24 febbraio 1958) è stato un calciatore norvegese, di ruolo attaccante.

## Carriera

### Club
Hegnander giocò con la maglia del Trygg.

### Nazionale
Conta una presenza per la Norvegia. Il 26 maggio 1918, infatti, fu in campo nella sconfitta per 2-0 contro la Svezia.